# Ренцо Дзордзи
Ренцо Дзордзи (на италиански: Renzo Zorzi е бивш пилот от Формула 1. Роден на 12 декември 1946 г. в Дзиано ди Фиеме, Италия.

## Формула 1
Ренцо Дзордзи прави своя дебют във Формула 1 в Голямата награда на Италия през 1975 г. В световния шампионат записва 7 състезания като успява да спечели една точка, състезава се за отбора на Уилямс и Шадоу.
Между отделните състезания във Формула 1 карайки за Уилямс, Дзордзи се състезава и във Формула 3. След лошият си сезон като пилот на Шадоу през 1977 поради финансови проблеми, той по-късно се състезава в Aurora AFX F1 серии карайки за Ероуз.
В Бразилия през 1976 завършва 9-и но това е края за него. Финансови проблеми са причина Ренцо да не се състезава в Южна Африка (следващия кръг) и е заместен от Мишел Льоклер.
Следващата година той е подпомогнат от италианския финансист Франческо Амброзио и е нает от отбора на Шадоу да замести Жан-Пиер Жарие премествайки се в германския АТС замествайки Пенске. Финишира на 6-а позиция в Бразилия което е единствения му успех. На следващото състезание получава новия болид DN8 от отбора.
Дзордзи е замесен в ужасяващата катастрофа по време на същото Гран При когато отпада поради проблем с двигателя, последвано от малко пламване, въпреки огъня Зорзи излиза от болида си докато двама маршали излизат на средата на пистата но единия от тях Янсен Ван Вурен е ударен и убит от съотборника му Том Прайс, който бе ударен от пожарогасител носен от Бурен което довежда до фатални последици. Ако Ван Вурен не бе с пожарогасител пак можеше да загине, но Том щеше да е жив. След трагедията в Киалами, Дзордзи е приесъединен от австралиеца Алън Джоунс, но не за дълго защото в Монако Дзордзи е заместен от другото протеже на Амброзио Рикардо Патрезе.
Сега Дзордзи създава шофьорско училище Пирели в Южна Италия.